# Bucerotiformes
Bucerotiformes — ряд кілегрудих птахів. Включає представників колишнього ряду одудоподібних (родини одудові та  слотнякові) та родину птахів-носорогів (традиційно відносили до ряду сиворакшоподібних). У 2013 році з родини птахів-носорогів (Bucerotidae) виокремили рід кромкач (Bucorvus) у власну родину Bucorvidae. Таким чином у ряд Bucerotiformes включають чотири родини з 72 видами.

## Класифікація
- родина Одудові (Upupidae) (1 рід, 4 види)
  - рід  Upupa (4 види)
- родина Слотнякові (Phoeniculidae) (2 роди, 9 видів)
  - рід  Phoeniculus (6 видів)
  - рід  Rhinopomastus (3 види)
- родина Кромкачні (Bucorvidae) (1 рід, 2 види)
  - рід  Bucorvus (2 види)
- родина Птахи-носороги (Bucerotidae) (15 родів, 59 видів)
  - рід  Tockus (10 видів)
  - рід  Lophoceros (7 видів)
  - рід  Bycanistes (6 видів)
  - рід  Ceratogymna (2 види)
  - рід  Horizocerus (2 види)
  - рід  Berenicornis (1 вид)
  - рід  Buceros (3 види)
  - рід  Rhinoplax (1 вид)
  - рід  Anthracoceros (5 видів)
  - рід  Ocyceros (3 види)
  - рід  Anorrhinus (3 види)
  - рід  Aceros (1 вид)
  - рід  Rhyticeros (6 видів)
  - рід  Rhabdotorrhinus (4 види)
  - рід  Penelopides (5 видів)